# Андрис, Жан
Жан Жак Андрис (фр. Jean Jacques Andries, в старых русских источниках Андриес; 25 апреля 1798, Гент — 21 января 1872, Гент) — бельгийский скрипач, музыковед, композитор и музыкальный педагог.
С 1813 г. играл на скрипке в оркестре городского театра, в 1820—1855 гг. его солист. Профессор скрипки в Гентской консерватории со дня её основания в 1835 году, вёл также класс камерного ансамбля, преподавал гармонию и композицию, в 1851—1857 гг. директор консерватории. Среди его учеников Карел Мири. В 1859 г. вышел в отставку.
Автор оперы «Сирота» (фр. L’orpheline), концертино для скрипки с оркестром и некоторых других музыкальных произведений. Опубликовал книги «Исторический обзор всех ныне используемых музыкальных инструментов» (фр. Aperçu historique de tous les instruments de musique actuellement en usage; 1856), «Очерк истории музыки» (фр. Précis de l'histoire de la musique; 1862), «Замечания о колоколах и карильонах» (фр. Remarques sur les cloches et carillons; 1868), а также книгу о флейте.